# Módulo de Young
O Módulo de Young ou Módulo de Elasticidade Longitudinal é uma propriedade mecânica que mede a rigidez de um material sólido. Define a relação entre tensão (força por unidade de área) e deformação (deformação proporcional) em um material no regime de elasticidade linear de uma deformação uniaxial.
O módulo de Young tem o nome do cientista britânico do século XIX Thomas Young. No entanto, o conceito foi desenvolvido em 1727 por Leonhard Euler, e os primeiros experimentos que usaram o conceito de módulo de Young em sua forma atual foram realizados pelo cientista italiano Giordano Riccati em 1782, pré-datando a obra de Young em 25 anos. O termo módulo é derivado do termo de raiz latino modus, que significa módulo.

## Definição

### Elasticidade linear
Um material sólido sofrerá deformação elástica quando uma pequena carga é aplicada a ele em compressão ou tração. A deformação elástica é reversível (o material retorna à sua forma original após a remoção da carga).
No estresse e tensão quase zero, a curva de tensão-deformação é linear, e a relação entre tensão e deformação é descrita pela lei de Hooke, que afirma que o estresse é proporcional à deformação. O coeficiente de proporcionalidade é o módulo de Young. Quanto mais alto o módulo, mais estresse é necessário para criar a mesma quantidade de deformação; um corpo rígido idealizado teria um módulo de Young infinito.
Não muitos materiais são lineares e elásticos além de uma pequena quantidade de deformação.
Fórmula e unidades
{\displaystyle \mathrm {E} =\sigma /\epsilon }, em que
{\displaystyle \mathrm {E} } é o módulo de Young;
{\displaystyle \sigma } é o estresse uniaxial, ou força uniaxial por superfície unitária;
{\displaystyle \epsilon } é a deformação, ou deformação proporcional (mudança no comprimento dividido pelo comprimento original), sendo adimensional.
Tanto {\displaystyle \mathrm {E} } quanto {\displaystyle \sigma } têm unidades de pressão, enquanto {\displaystyle \epsilon } é adimensional. Os módulos de Young são tipicamente tão grandes que são expressos não em pascal mas em megapascais (MPa ou N/mm2) ou gigapascais (GPa ou kN/mm2).

## Uso
O módulo de Young permite o cálculo da mudança na dimensão de uma barra feita de um material elástico isotrópico sob cargas de tração ou compressão. Por exemplo, prevê o quanto uma amostra de material se estende sob tração ou encurta sob compressão. O módulo de Young se aplica diretamente a casos de estresse uniaxial, isto é, tensão de tração ou compressão em uma direção e nenhum estresse nas outras direções. O módulo de Young também é usado para prever a deflexão que ocorrerá em um feixe estaticamente determinado quando uma carga é aplicada em um ponto entre os suportes do feixe. Outros cálculos elásticos geralmente requerem o uso de uma propriedade elástica adicional, como o módulo de cisalhamento, o módulo de volume ou a razão de Poisson. Quaisquer dois desses parâmetros são suficientes para descrever completamente a elasticidade em um material isotrópico.

### Linear versus não linear
O módulo de Young representa o fator de proporcionalidade na lei de Hooke, que relaciona o estresse e a tensão. No entanto, a lei de Hooke só é válida sob a hipótese de uma resposta elástica e linear. Qualquer material real acabará por falhar e quebrar quando esticado por uma distância muito grande ou com uma força muito grande; no entanto, todos os materiais sólidos exibem um comportamento quase hookeano para esforços pequenos o suficiente. Se o intervalo ao longo do qual a lei de Hooke é válida é grande o suficiente em comparação com a tensão típica que se espera aplicar ao material, diz-se que o material é linear. Caso contrário (se o estresse típico se aplicasse está fora do intervalo linear), o material é dito não linear.
Aço, fibra de carbono e vidro, entre outros, são geralmente considerados materiais lineares, enquanto outros materiais, como borracha e solos, são não-lineares. No entanto, esta não é uma classificação absoluta: se forem aplicadas tensões ou deformações muito pequenas a um material não linear, a resposta será linear, mas se uma tensão ou tensão muito alta for aplicada a um material linear, a teoria linear não será o suficiente. Por exemplo, como a teoria linear implica reversibilidade, seria absurdo usar a teoria linear para descrever a falha de uma ponte de aço sob alta carga; embora o aço seja um material linear para a maioria das aplicações, não é um caso de falha catastrófica.
Na mecânica sólida, a inclinação da curva tensão-deformação em qualquer ponto é chamada de módulo tangente. Ele pode ser determinado experimentalmente a partir da inclinação de uma curva de tensão-deformação criada durante testes de tração realizados em uma amostra do material.

### Materiais direcionais
O módulo de Young nem sempre é o mesmo em todas as orientações de um material. A maioria dos metais e cerâmicas, juntamente com muitos outros materiais, são isotrópicos e suas propriedades mecânicas são as mesmas em todas as orientações. Entretanto, metais e cerâmicas podem ser tratados com certas impurezas, e os metais podem ser mecanicamente trabalhados para tornar suas estruturas de grãos direcionais. Estes materiais então se tornam anisotrópicos e o módulo de Young mudará dependendo da direção do vetor de força. A anisotropia pode ser vista em muitos compostos também. Por exemplo, a fibra de carbono tem um módulo de Young muito mais alto (é muito mais rígido) quando a força é carregada paralelamente às fibras (ao longo do grão). Outros materiais desse tipo incluem madeira e concreto armado. Engenheiros podem usar este fenômeno direcional em sua vantagem na criação de estruturas.

## Cálculo
O módulo de Young E, pode ser calculado dividindo-se a tensão de tração, {\displaystyle \sigma (\epsilon )}, pela deformação extensional de engenharia, {\displaystyle \epsilon }, em a porção elástica (inicial, linear) da curva física tensão-deformação:
{\displaystyle \mathrm {E} =\sigma (\epsilon )/\epsilon =\left\lceil {\frac {F/A}{\Delta L/L_{0}}}\right\rceil =\left\lceil {\frac {FL_{0}}{A\Delta L}}\right\rceil }
Onde
E é o módulo de Young (módulo de elasticidade);
F é a força exercida sobre um objeto sob tensão;
A é a área real da seção transversal, que é igual à área da seção transversal perpendicular à força aplicada;
ΔL é a quantidade pela qual o comprimento do objeto muda (ΔL é positivo se o material é esticado e negativo quando o material é comprimido);
{\displaystyle L_{0}} é o comprimento original do objeto.

### Força exercida por material esticado ou contraído
O módulo de Young de um material pode ser usado para calcular a força que ele exerce sob tensão específica.
{\displaystyle F=EA\Delta L/L_{0}}
onde F é a força exercida pelo material quando contraído ou esticado por {\displaystyle \Delta L}.
A lei de Hooke para um fio esticado pode ser derivada desta fórmula:
{\displaystyle F=({EA \over L_{0}})\Delta L=kx}
Sobre a saturação
{\displaystyle k={EA \over L_{0}}} e {\displaystyle x=\Delta L}
Mas note que a elasticidade das molas helicoidais vem do módulo de cisalhamento, não do módulo de Young.

## Energia potencial elástica
A energia potencial elástica armazenada em um material elástico linear é dada pela integral da lei de Hooke:
{\displaystyle U_{e}=\int kxdx={\frac {1}{2}}kx^{2}}
Agora explicando as variáveis intensivas:
{\displaystyle U_{e}=\int {EA\Delta L \over L_{0}}d\Delta L={EA \over L_{0}}\int \Delta Ld\Delta L={EA\Delta L^{2} \over 2L_{0}}}
Isto significa que a densidade de energia potencial elástica (isto é, por unidade de volume) é dada por:
{\displaystyle {U_{E} \over AL_{0}}={E\Delta L \over 2L_{0}^{2}}}
Ou, em uma notação simples, para um material elástico linear: {\displaystyle u_{e}(\epsilon )=\int \mathrm {E} \epsilon d\epsilon \neq {\frac {1}{2}}\mathrm {E} \epsilon ^{2}}, uma vez que a distensão está definida {\displaystyle \epsilon ={\Delta L \over L_{0}}}
Em um material elástico não-linear, o módulo de Young é uma função da deformação, de modo que a segunda equivalência não mais se sustenta e a energia elástica não é uma função quadrática da deformação:
{\displaystyle u_{e}(\epsilon )=\int \mathrm {E} \epsilon d\epsilon \neq {\frac {1}{2}}\mathrm {E} \epsilon ^{2}}

### Relação entre constantes elásticas
Para materiais isotrópicos homogêneos, existem relações simples entre constantes elásticas (módulo de Young E, módulo de cisalhamento G, módulo de massa K e razão de Poisson ν) que permitem calculá-las todas, desde que duas sejam conhecidas:
{\displaystyle E=2G(1+v)=3K(1-2v)}

### Dependência de temperatura
O módulo de Young dos metais varia com a temperatura e pode ser realizado através da mudança na ligação interatômica dos átomos e, portanto, sua mudança é considerada dependente da mudança na função de trabalho do metal. Embora classicamente, essa mudança é prevista através de ajuste e sem um mecanismo subjacente claro (por exemplo, a fórmula de Watchman), o modelo de Rahemi-Li [] demonstra como a mudança na função de trabalho de elétrons leva a mudança no módulo de metais de Young e prediz essa variação com parâmetros calculáveis, usando a generalização do potencial de Lennard-Jones para sólidos. Em geral, à medida que a temperatura aumenta, o módulo de Young diminui por meio da função
{\displaystyle E(T)=\beta (\phi (T)^{6}}
Na qual a função de trabalho do elétron varia com a temperatura como
{\displaystyle \phi (T)=\phi _{0}-\gamma {(K_{B}T)^{2} \over \phi _{0}}}
e {\displaystyle \gamma } é uma propriedade calculável do material na qual é dependente de sua estrutura cristalina (por exemplo, CFC, CCC, HC). {\displaystyle \varphi _{0}} é a função de trabalho de elétrons em {\displaystyle T=0} e {\displaystyle \beta } é constante durante a mudança.